# Wadym Karatajew
Wadym Karatajew (ukr. Вадим Каратаєв, ros. Вадим Каратаев, Wadim Karatajew; ur. 15 stycznia 1964 w Ałczewsku, zm. 8 grudnia 2020 w Ałczewsku) – ukraiński piłkarz, grający na pozycji obrońcy, a wcześniej pomocnika.

## Kariera piłkarska

### Kariera klubowa
W 1980 rozpoczął karierę piłkarską w drużynie rezerwowej Dynama Kijów, a w 1984 debiutował w podstawowym składzie. W 1987 przeszedł do Czornomorca Odessa, skąd trafił do Neftçi PFK. Potem po sezonie występował w Nistru Kiszyniów i Krystale Chersoń. W sezonie 1992/93 bronił barw izraelskiego Hapoelu Aszkelon, a w następnym 1993/94 przeniósł się do Petrochemii Płock, w którym ukończył karierę piłkarską.

## Sukcesy i odznaczenia

### Sukcesy klubowe
- mistrz ZSRR: 1985, 1986
- zdobywca Pucharu ZSRR: 1987

### Odznaczenia
- nagrodzony tytułem Mistrza Sportu ZSRR: 1986